# Кочетов, Александр Геннадиевич
Александр Геннадиевич Кочетов — российский ведущий врач-уролог высшей категории, начальник урологического центра ФГБУ «НМИЦ ВМТ им. А. А. Вишневского МО РФ», заместитель главного уролога Министерства обороны Российской Федерации, доктор медицинских наук, профессор, заведующий кафедрой урологии ФГБОУ ВО «РОСБИОТЕХ», Заслуженный врач Российской Федерации, полковник медицинской службы.

## Биография
Родился 10 октября 1968 года в городе Симферополе. В 1985 году поступил на факультет подготовки врачей для Военно-морского флота Военно-медицинской академии им. С. М. Кирова, который окончил в 1991 году. После окончания учёбы служил на Северном флоте начальником медицинской службы тяжелого атомного ракетного подводного крейсера стратегического назначения. Участник длительного автономного плавания — боевой службы на подводной лодке.
В 1995—1998 годах прошёл обучение в клинической ординатуре на кафедре урологии Военно-медицинской академии им. С. М. Кирова. С 1998 по 2009 год был ординатором, старшим ординатором онкоурологического отделения 3-го Центрального военного клинического госпиталя им. А. А. Вишневского. В 2001 году защитил кандидатскую диссертацию на тему «Сочетанное воздействие факторов физической природы в комплексном лечении больных хроническим простатитом», а в 2005 году — докторскую диссертацию на тему: «Клинико-физиологическое обоснование использования немедикаментозных методов лечения хронического простатита».
В декабре 2009 года назначен начальником урологического центра — главным урологом 3-го Центрального военного клинического госпиталя им. А. А. Вишневского. 4 октября 2013 года присвоено почётное звание «Заслуженный врач Российской Федерации» (Указ Президента РФ от 04 октября 2013 года). В 2019 году стал победителем во Всероссийском конкурсе врачей в номинации «Лучший военный врач».
Проходил стажировки за рубежом, участвовал в операциях с ведущими урологами стран Европы по открытой и лапароскопической урологии; прошёл специализацию и повышение квалификации по лапароскопической урологии, хирургической сексопатологии, андрологии, эндоскопической урологии, общей онкологии. Является членом Российского общества урологов (РОУ) и онкоурологов (РООУ), Европейского общества урологов. Заместитель главного уролога Министерства Обороны РФ.
Полковник медицинской службы, награжден медалями Российской Федерации.
Автор более 160 печатных работ и 6-ти монографий, 7 методических пособий, 3-х учебных пособий. Имеет 2 патента на изобретения.

## Членство в научных обществах
- Российское общество урологов (РОУ);
- Российское общество онкоурологов (РООУ);
- European Association of Urology (EAU)[англ.].

## Некоторые публикации
- Кочетов А.Г., Мартов А.Г., Гвасалия Б.Р. и др. Современные методы лечения сложных форм мочекаменной болезни в условиях многопрофильного госпиталя (учебное пособие). «Красногорская типография», 2021 — С. 44. — ISBN 978-5-906731-95-1.
- Протощак В.В.,Сиваков А.А., Харитонов Н.Н., Кушниренко Н.П., Кочетов А.Г. Гозалишвили С.М. Повреждения  наружных половых органов (учебное пособие) — СПб.:, ВмедА, 2021, — С. 37.
- Есипов А.В., Кочетов А.Г.,  Протощак В.В., Алехнович А.В. и др. Оказание высокотехнологической специализированной медицинской помощи при дорожной сочетанной травме органов мочевыделительной системы в условиях многопрофильного стационара (учебное пособие). ООО «Красногорская типография», 2022 — С. 36. — ISBN 978-5-906731-96-8.
- Ситников Н.В., Переходов С.Н., Кочетов А.Г. и др. Новые алгоритмы диагностики и лечения нарушений функционального состояния больных с эректильной дисфункцией после радикальной простатэктомии. Военно-Медицинский журнал, 2006. — № 2. —36-40 с.
- Кочетов А.Г. Становление, итоги, основные направления и перспективы развития урологического центра (монография). ООО «Красногорская типография», 2016. — С. 130. ISBN 978-5-906731-31-9.
- Кочетов А.Г., Гвасалия Б.Р., Карабач И.В., Есипов А.С. Фундаментальные вопросы высокотехнологичной медицинской помощи при дорожно-транспортной политравме (монография) М.: Наука, 2021. — 371-389 с.
- Кочетов А.Г., Есипов А.В., Сидоров О.В. и др. Современные эндоурологические технологии – новые возможности в лечении больных с аномалиями мочевыводящих путей и в сложных клинических случаях. Журнал Урология, 2022. № 6. — 111-116 с.